# Caraquet
Caraquet es un pueblo ubicado en el condado de Gloucester, provincia de Nuevo Brunswick, Canadá. Tiene una extensión de 68,26 km² y una densidad de población de 60,9/km². Los pobladores de Caraquet son por gran mayoría acadianos y hablan francés.

## Toponimia

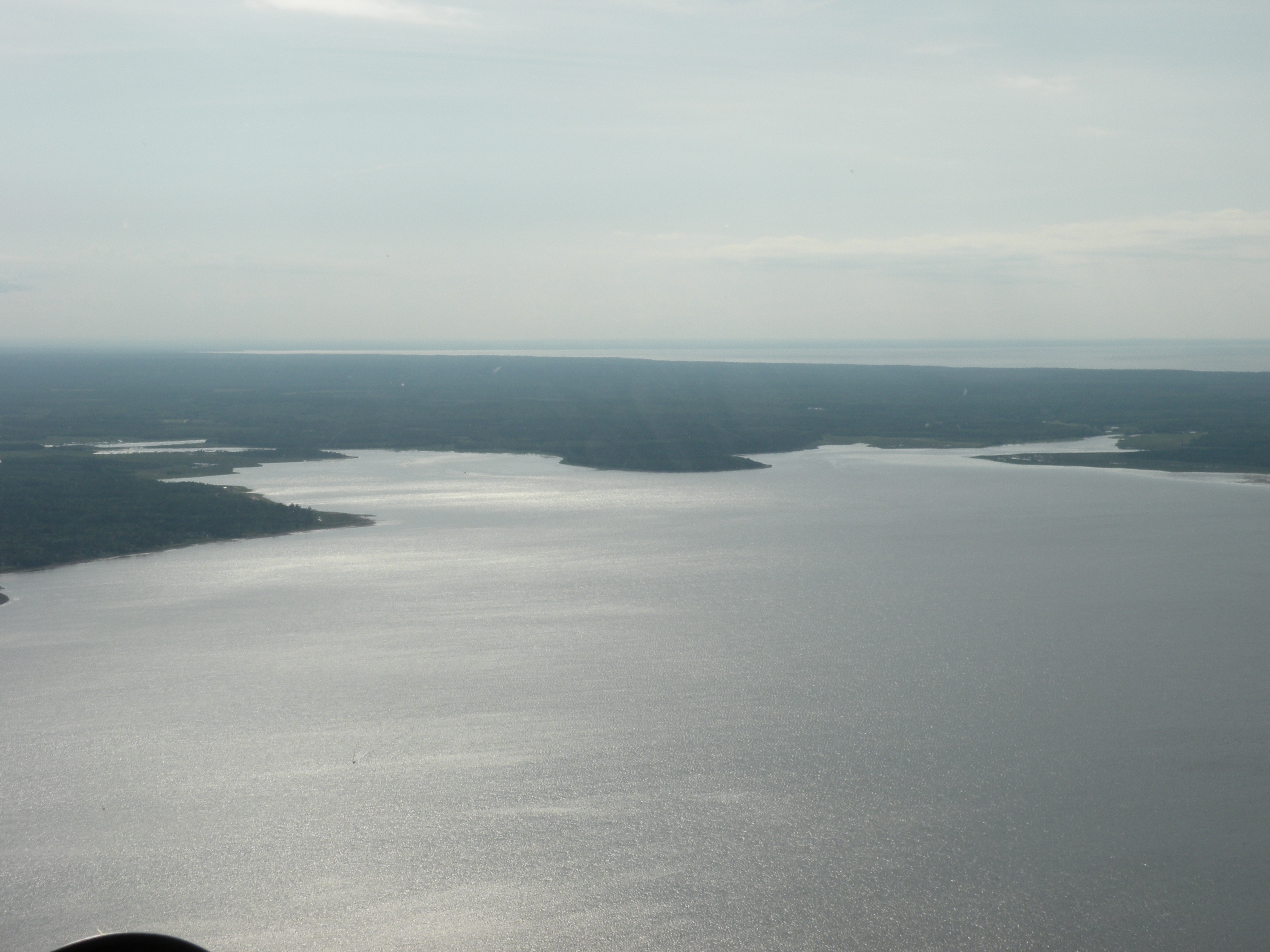
La confluencia de Caraquet y los ríos Du Nord

Hay tres teorías que intentan explicar el origen del nombre Caraquet. La primera es que el nombre proviene de una palabra en el lenguaje Micmac, Kalaket o Pkalge según las fuentes, que significa "el encuentro de dos ríos", en referencia a la confluencia del río del norte y el río Caraquet al oeste de la ciudad. Cabe señalar que en la actualidad los Micmacs llaman Kalaket a la ciudad.